# Uzsorás szerződés

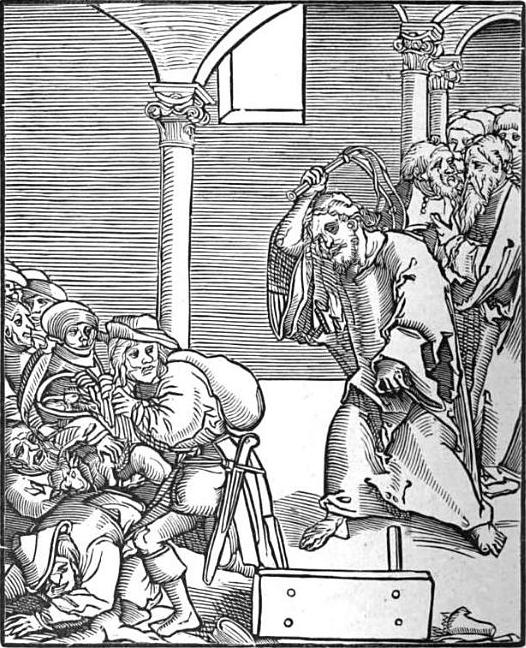
Id. Lucas Cranach: Jézus kiűzi az uzsorás kufárokat a templomból

Az uzsorás szerződés a polgári jogban a másik szerződő fél helyzetének kihasználásával, feltűnően aránytalan előny kikötésével kötött szerződés. 

## Az uzsora szó eredete
Etimológia: középkori latin usuria ’kölcsönadás kamatra’, ’uzsora’ < latin ūsūra ’kamat’ < latin ūsus ’használat’ < latin ūtor, ūtī, ūsus sum ’használ’.

Az usura a római jogban eredetileg egyszerűen kamatot jelentett. Bár a kamatlábat az ókori Rómában már a XII táblás törvényben korlátozták, a kamatmaximumot sokszor nem tartották be. Kialakult ezért a fogalom negatív értelmezése, tehát az uzsora embertelen mértékű kamatot jelentett. Ez a jelentése mára kizárólagossá vált.
Az uzsorázásra használt népies kifejezés az interezés, mely a népies és kissé régies interes /interesz/ ’kamat’ szóból ered, ami pedig latin eredetű vándorszó.

## Története Magyarországon

### Az1883. évi XXV.törvényben
(azóta hatályon kívül helyezték)

#### Az uzsora esetei
Egyszerű esetben „aki másnak szorultságát, könnyelműségét vagy tapasztalatlanságát felhasználva, ... túlságos mérvű vagyoni előnyök által az adósnak vagy a kezesnek anyagi romlását előidézni, vagy fokozni alkalmasak, vagy ... a szolgáltatás és az ellenszolgáltatás között szembeötlő aránytalanság mutatkozik”
Minősített eset, vagyis súlyosabb büntetési tétel járt  ha elpalástolása; az adós becsületszavával, esküvel, ígérettel megerősíttetése; 
üzletszerűsége; esztendőn belül visszaesés történt

#### Büntetése
Az egyszerű uzsora büntetése 1-6 hónapig terjedt fogház és 100-1000 forintig közötti pénzbüntetés, s mint fakultatív mellékbüntetés, hivatalvesztés[forrás?]. A minősített uzsoránál a fogházbüntetés 2 évig, a pénzbüntetés 4000 forintig terjedt, a fent említett mellékbüntetés kötelező, emellett ha a településen, országban nem honos személy volt, kiutasíthatták. A százaléklábra vonatkozóan meghatározták, hogy a 8%-ot meg nem haladó kamat uzsorát egyáltalán nem képezhet. Uzsora miatt a bűnvádi eljárást csak a sértett fél vagy vele jogi támogató/ rokoni kapcsolatban lévő személy  3 évi elévülési határidőn belül indíthatott. Az igazságügyi miniszter rendelete alapján is hivatalból üldözhették az uzsorás kamatszedést. Büntetést kizáró ok volt, ha a bűnös a felvett uzsorási előnyöket a megkapás napjától számított 5%-os kamattal visszaadja.

### Az 1932. évi VI. törvénycikkben
Az uzsoráról szóló 1932. évi VI. törvénycikk a kérdésnek mind polgári jogi, mind büntetőjogi vonatkozásait szabályozta.

### 1959. évi IV. törvény szerint
Az azóta hatályon kívül helyezett polgári törvénykönyv (a többször módosított 1959. évi IV. törvény) szerint:
- Ha a szerződő fél a szerződés megkötésekor a másik fél helyzetének kihasználásával feltűnően aránytalan előnyt kötött ki, a szerződés semmis (uzsorás szerződés).[3][4]
- Érvénytelen szerződés esetében a szerződéskötés előtt fennállott helyzetet kell visszaállítani.[5], rendelkezik ha ez nem lehetséges[6].
- Uzsorás szerződés esetén a bíróság egészben vagy részben elengedheti a visszatérítést, ha az a sérelmet szenvedő felet részletfizetés engedélyezése esetén is súlyos helyzetbe hozná; a sérelmet okozó fél viszont [7] a kapott szolgáltatásból az aránytalan előnynek megfelelő részt a sérelmet szenvedő félnek köteles visszatéríteni.[8][9]
- Lehetőség volt az állam javára ítélni meg  - rendszerint pénzben - a visszaszolgáltatást,  ha szintén csalárd vagy sérelmet okozó félnek járna vissza.[10]
- Ügyészek is indíthattak eljárást uzsorás esetekben.[11]

## A hatályos szabályozás Magyarországon

### 2013. évi V. törvény
Az uzsorás szerződés fogalmát a hatályos Ptk. (2013. évi V. törvény) a következőképpen határozza meg: Ha a szerződő fél a szerződés megkötésekor a másik fél helyzetének kihasználásával feltűnően aránytalan előnyt kötött ki, a szerződés semmis.
Az alaptalan gazdagodás pénzbeni megtérítése körében a törvény úgy rendelkezik, hogy uzsorás szerződés esetén a bíróság egészben vagy részben elengedheti a visszatérítést, ha az a sérelmet szenvedő felet részletfizetés engedélyezése esetén is súlyos helyzetbe hozná; a sérelmet okozó fél a kapott szolgáltatásból az aránytalan előnynek megfelelő részt a sérelmet szenvedő félnek köteles visszatéríteni.
A semmisség körében a törvény előírja, hogy közérdekben okozott sérelem megszüntetése érdekében és uzsorás szerződés esetén az ügyész keresetet indíthat a szerződés semmisségének megállapítása vagy a semmisség jogkövetkezményeinek alkalmazása iránt.
2023 januári számítás szerint  egy személyi kölcsön teljes kamat terhe nem haladhatja meg a 37,0%-ot, egyéb hitelek esetén sem lehet 52,0%-nál nagyobb visszafizetési összeget kérni, mert az jogtalan (erkölcstelen) nyerészkedésnek minősül.

## Külső hivatkozások
- Gáspárdy László: Az uzsora néhány időszerű társadalmi és polgári jogi kérdése. Ügyészségi Kiskönyvtár 18. (1965)
- A Pallas nagy lexikona